# Crest of Darkness
Crest of Darkness est un groupe de black et death metal norvégien, originaire de Gjøvik.

## Biographie
Le groupe est formé en 1993 par Ingar Amlien à Gjøvik. Le groupe publie son premier album studio intitulé Sinister Scenario, en 1997. Il est suivi en 1999 par un deuxième album studio intitulé The Ogress. En 2000, le groupe publie son troisième album studio, Project Regeneration. En juillet 2004, le groupe annonce le tournage de leur chanson Inexplicable Bloodthirstiness. La vidéo est réalisée par Roli Produksjoner, et annoncée en automne ou hiver la même année.
En mars 2005, Crest of Darkness annonce la sortie d'un DVD live et les enregistrements de leur nouvel album Give Us the Power to Do Your Evil. Sur le DVD live, ils expliquent avoir sélectionné plusieurs concerts récents de la période.
En 2012, Kjell Arne Hubred quitte le groupe après sept ans de service, et est remplacé par le guitariste Jan Fredrik Solheim.
En octobre 2012, ils annoncent leur sixième album, In the Presence of Death, pour le 11 février 2013 via My Kingdom Music. L'album sort à la date prévue. En mai 2014, le groupe publie une vidéo lyrique du titre From the Dead extrait de leur album In the Presence of Death. Cette même année, ils annoncent un changement de formation : la venue du batteur Bernhard (Pale Forest).
En janvier 2015, le groupe annonce un EP de quatre chansons intitulé Evil Messiah en formats digipack CD et vinyle le 23 février,. Entretemps, la couverture et la liste des titres sont révélées. En juin 2016, le groupe publie une vidéo sur sa page Facebook montrant le chanteur et fondateur Ingar Amlien signant un contrat confirmé par le label My Kingdom Music. Le label confirme aussi qu'il continuera à collaborer avec eux pour la sortie de leur futur album.

## Membres

### Membres actuels
- Ingar Amlien – chant, basse, guitare (depuis 1993)[1]
- Rebo – guitare solo (depuis 2006)[1]
- Bernhard – batterie (depuis 2014)[1]
- Kristian Wentzel – clavier (depuis 2015)[1]

### Anciens membres
- Arve Heimdal – batterie
- Fredløs – batterie
- Nils H. Mæhlum – batterie
- Jan Petter Ringvold – clavier
- Lars Christian Narum – clavier
- Kristin Fjellseth – chant
- Akke – guitare (2000-2006)
- Jarle Byberg – batterie (2001-2002)
- Kjetil Hektoen – batterie (2002-2014)
- Kjell Arne Hubred – guitare rythmique (2005-2012)
- Jan Fredrik Solheim – guitare rythmique (2012-2014)

## Discographie
- 1996 : Quench My Thirst
- 1997 : Sinister Scenario
- 1999 : The Ogress
- 2000 : Project Regeneration
- 2004 : Evil Knows Evil
- 2006 : Give Us the Power to Do Your Evil